# Няршова
Няршова (рум. Nearșova) — село у повіті Клуж в Румунії. Входить до складу комуни Ізвору-Крішулуй.
Село розташоване на відстані 355 км на північний захід від Бухареста, 41 км на захід від Клуж-Напоки.

## Населення
За даними перепису населення 2002 року у селі проживали 163 особи.
Національний склад населення села:
| Національність | Кількість осіб | Відсоток |
| -------------- | -------------- | -------- |
| угорці         | 150            | 92,0%    |
| румуни         | 13             | 8,0%     |

Рідною мовою назвали:
| Мова      | Кількість осіб | Відсоток |
| --------- | -------------- | -------- |
| угорська  | 150            | 92,0%    |
| румунська | 13             | 8,0%     |